# Biaqout
Biaqout (arabe : بياقوت) est un village libanais situé dans la capitale Beyrouth au Liban. La population est presque exclusivement chrétienne.
Code ((01))